# Offshore-Windpark alpha ventus
alpha ventus (anfangs Offshore-Windpark Borkum West oder Testfeld Borkum West genannt) ist ein Offshore-Windpark mit zwölf Windkraftanlagen vor der niedersächsischen Nordseeküste in der Deutschen Bucht.

## Betrieb und Bedeutung
Der Park ist der erste Offshore-Windpark in der deutschen Ausschließlichen Wirtschaftszone, der in Betrieb ging. Das Pilotprojekt hat ein Investitionsvolumen von 250 Millionen Euro (rund 4100 Euro/kW) und wird vom Bundesumweltministerium (BMU) mit 30 Millionen Euro gefördert. Die EU-Kommission hat diesen Zuschuss im Jahr 2010 genehmigt. Ursprünglich war eine Investitionssumme von 190 Millionen Euro geplant. Der Windpark wird von der Deutschen Offshore Testfeld- und Infrastruktur GmbH & Co. KG (DOTI) betrieben, einer Zweckgesellschaft der Unternehmen EWE (47,5 %), RWE Renewables und Vattenfall (je 26,25 %).
Offshore-Anlagen erhielten nach dem Erneuerbare-Energien-Gesetz (§ 31 Abs. 3) mit 19 ct/kWh statt ca. 9,2 ct eine höhere Anfangsvergütung als Windkraftanlagen an Land, wodurch die durchschnittliche Einspeisevergütung über den gesamten Betriebszeitraum deutlich höher liegt als bei Onshore-Anlagen. Die mittlere Windgeschwindigkeit auf Nabenhöhe liegt bei ca. 10 m/s, der ursprünglich prognostizierte jährliche Energieertrag betrug rund 220 GWh. 
Im Jahr 2011 wurden 267 GWh produziert, was einem Kapazitätsfaktor von gut 50 % bzw. 4450 Volllaststunden entspricht. 2012 produzierte alpha ventus rund 268 GWh, entsprechend 4460 Volllaststunden, wodurch der Windpark wie 2011 etwa 15 % über dem prognostizierten Ertragswert lag. Im Jahr 2013 wurden durch vier windschwache Monate und Abschaltungen wegen Wartungsarbeiten an einzelnen Anlagen lediglich 224,6 GWh gewonnen. Durch den Tausch einzelner Komponenten lag der Ertrag im Jahr 2014 nur bei 235,6 GWh, das ergab insgesamt einen durchschnittlichen jährlichen Ertrag von 248,73 GWh seit 2011. 2015 wurden 242,18 GWh Strom produziert. In den ersten fünf Betriebsjahren wurden im Schnitt 4120 Volllaststunden erreicht.

## Lage

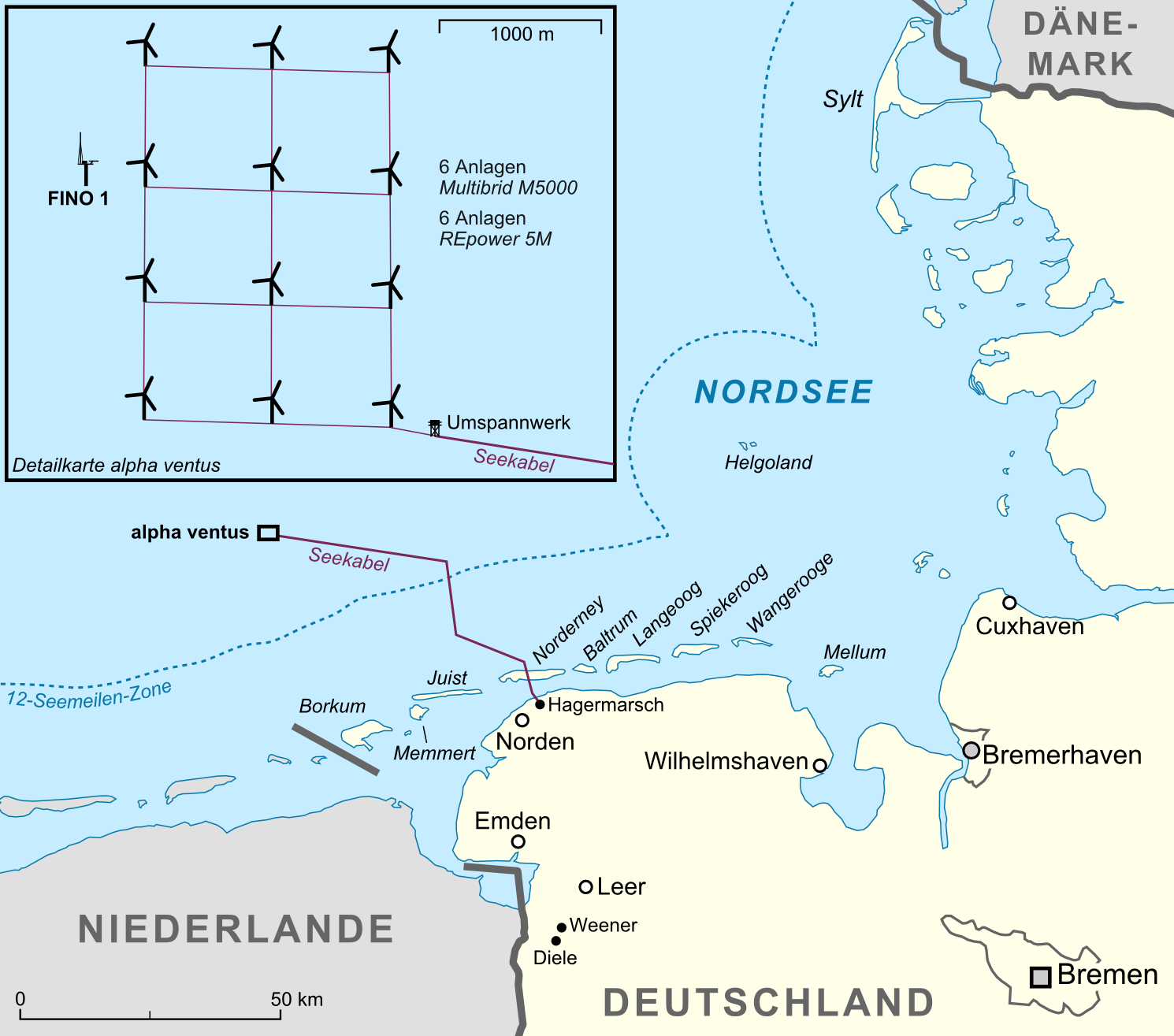
Lage des Windparks mit Seekabel zum Festland und Aufteilung der Windpark-Fläche mit Windenergieanlagen und der Umspannplattform

Der Windpark befindet sich 43 bis 45 Kilometer nordnordwestlich der Insel Borkum in der deutschen Ausschließlichen Wirtschaftszone (AWZ) der Nordsee, also außerhalb der 12-Seemeilen-Grenze. Die Wassertiefen betragen hier, je nach Tide, etwa 27–30 Meter.
Die Eckkoordinaten sind:
- Südwest: 54° 0′ 0″ N, 6° 34′ 24″ O
- Nordwest: 54° 1′ 36″ N, 6° 34′ 24″ O
- Nordost: 54° 1′ 36″ N, 6° 37′ 18″ O
- Südost: 54° 0′ 0″ N, 6° 37′ 24″ O (Umspannplattform)

Direkt benachbart, ca. 400 Meter westlich des Parks, liegt die Forschungsplattform FINO 1. Der Abstand der vier Dreierreihen zueinander beträgt etwa 800 m (genau: 798 m, 761 m, 816 m). Auch innerhalb der Reihen besteht dieser Abstand.

## Geschichte

### Aufbau

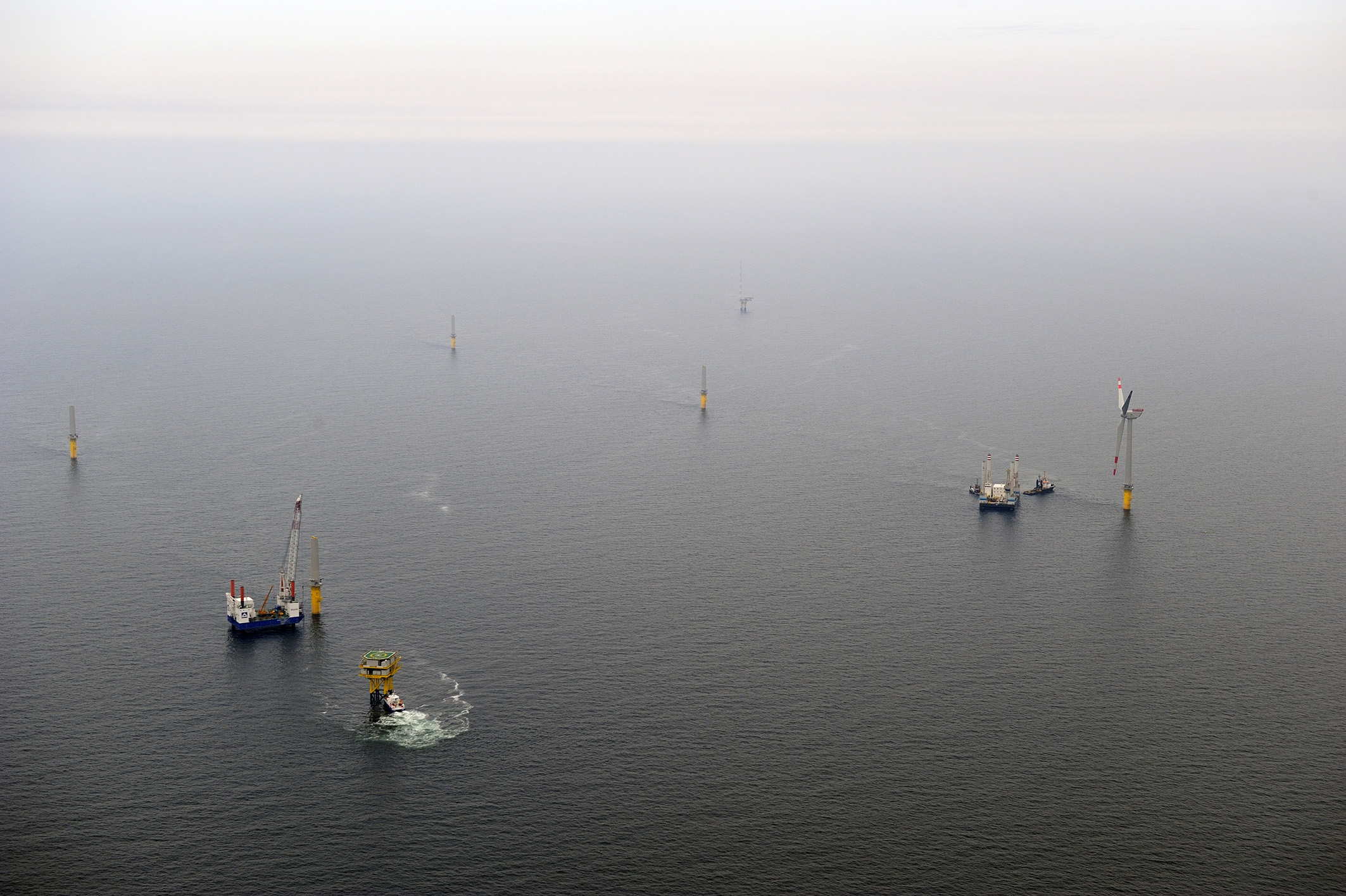
Der Windpark im Bau (Juli 2009)

Das Projekt wurde als Testanlage für die Offshore-Nutzung von Windenergie geplant. 1999 stellte die Prokon Nord Energiesysteme GmbH aus Leer den Antrag auf Errichtung eines Windparks nördlich von Borkum. Die Genehmigung wurde am 9. November 2001 vom in der AWZ zuständigen Bundesamt für Seeschifffahrt und Hydrographie (BSH) erteilt, wobei als Frist für den spätesten Baubeginn der 1. April 2004 vorgesehen war. Im September 2005 wurde das Projekt an die vom Bundesumweltministerium initiierte „Offshore-Stiftung“ übergeben. In den Folgejahren wurde das Projekt von der Deutschen Offshore-Testfeld- und Infrastruktur-GmbH & Co. KG (DOTI) weiterentwickelt.
Im Jahre 2007 wurde mit der Verlegung des Seekabels begonnen und im Juni der Liefervertrag für die Windkraftanlagen unterzeichnet. Im Juli 2008 begann der Aufbau der Plattform „alpha ventus“ mit der Umspannanlage. Die Errichtung der ersten sechs Windkraftanlagen musste wegen schlechter Wetterbedingungen mehrmals verschoben werden, so dass sie erst im Sommer 2009 aufgestellt wurden. Für das zweite Baufeld wurde das bestehende Sperrgebiet als Sicherheitszone am 27. März 2009 nach Norden ausgedehnt.
Am 15. Juli 2009 wurde das erste Windrad montiert. Nach der Errichtung der ersten fünf Windkraftanlagen befanden sich ab dem 12. August 2009 die ersten Anlagen „AV 8“, „AV 9“ und „AV 12“ im sogenannten Einstellbetrieb. Am 16. November 2009 waren alle zwölf Windräder montiert. Bis zum Jahresende 2009 nahmen die letzten sechs den Betrieb auf. Am 27. April 2010 wurde der Windpark offiziell in Betrieb genommen.

### Rückbau
Die Nutzung der Seefläche ist befristet und läuft 2035 aus. Die Betreiber stellten Ende 2024 erste Ergebnisse der Rückbauplanung öffentlich vor. Der Zeitplan hängt laut Aussage der Betreiber auch von der weiteren Entwicklung der Strompreise im Großhandel ab. Bis Ende 2024 wurde die Kilowattstunde auf Basis des Erneuerbare-Energien-Gesetzes mit 15,4 Cent vergütet, seither beträgt der Satz noch 3,9 Cent. Der Marktwert einer Kilowattstunde Offshore-Windstrom betrug Anfang 2025 im Monatsmittel zwischen 7,3 und 11,7 Cent.

## Technik

### Windturbinen

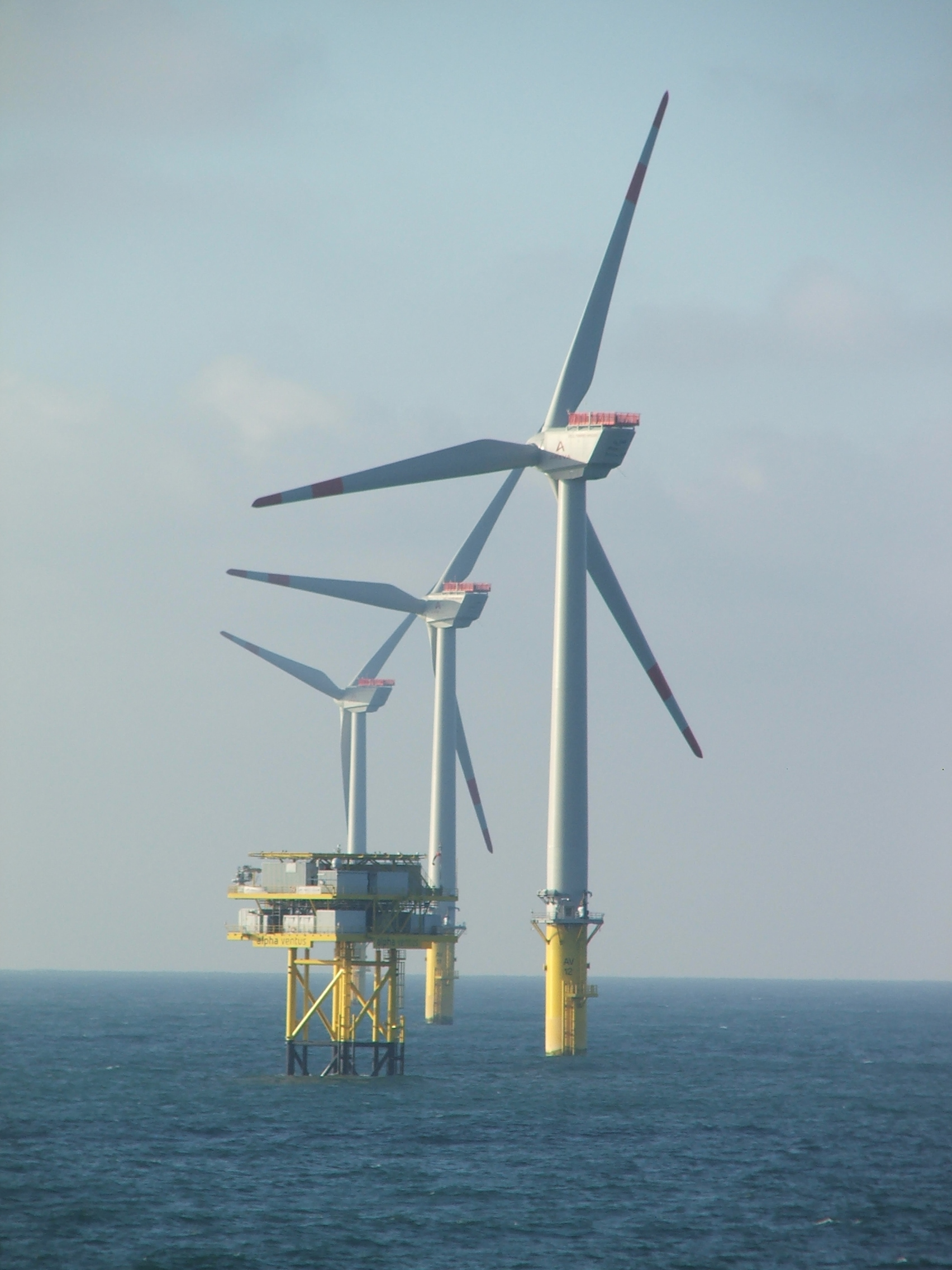
Die drei südlichen Windkraftanlagen „AV 10“ (hinten) bis „AV 12“ mit der Umspannplattform „alpha ventus“

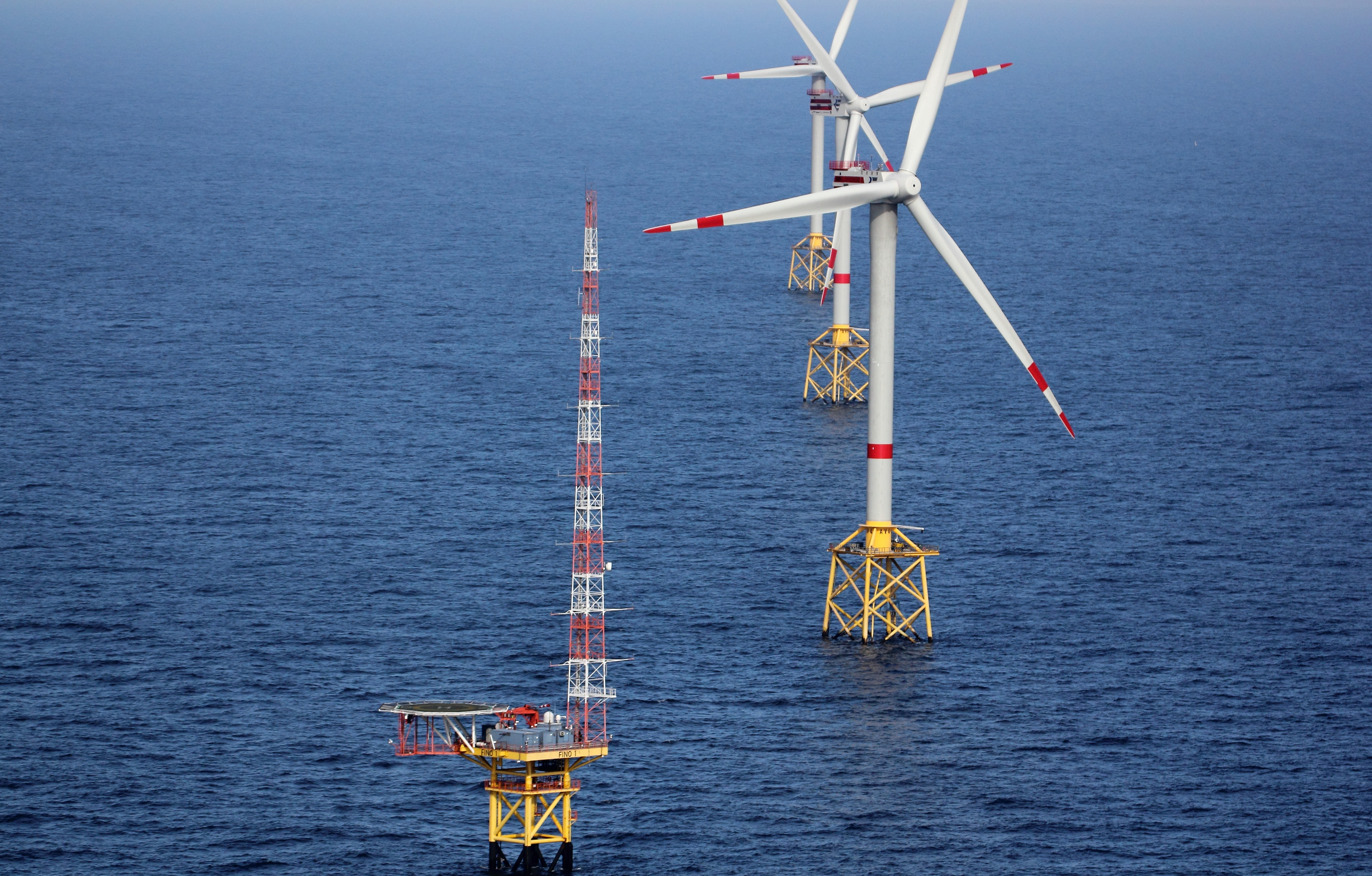
Die drei nördlichen Windkraftanlagen vom Typ REpower 5M126

Es werden zwölf Anlagen der 5-MW-Klasse von zwei verschiedenen Herstellern eingesetzt:
- Die südlichen sechs sind vom Typ Multibrid M5000 der Firma Areva Wind GmbH. Sie haben eine Nabenhöhe von rund 90 m (über Wasser) und einen Rotordurchmesser von 116 m. Diese Anlagen sind für eine Lebensdauer von zwanzig Jahren ausgelegt. Ihr stählerner Turm verzweigt sich unter Wasser zu einem dreibeinigen Stativ (Tripod) von fast 25 Metern Kantenlänge, das auf Pfählen gegründet ist. Dieser Unterbau soll eine Lebensdauer von sechzig Jahren haben.
Die Einschaltwindgeschwindigkeit liegt bei rund 3,5 m/s (Windstärke 3), Nennleistung wird ab rund 12,5 m/s erreicht (Windstärke 6), ab einer Windgeschwindigkeit von etwa 25 m/s (Windstärke 10) werden die Anlagen abgeschaltet und vom Netz genommen. Die Gondelmasse inklusive Rotor beträgt etwa 309 t, die verbaute Stahlmasse (Tripod-Fuß, Turm, Gondel) beläuft sich auf etwa 1000 Tonnen. Aufgrund von zu starker Erhitzung der Gleitlager infolge eines Materialfehlers mussten 2010 bei allen Multibrid-Anlagen die Gondeln ausgetauscht werden.[17]
- Die nördlichen sechs Windturbinen vom Typ REpower 5M126 der Firma REpower Systems mit Rotoren von 126 Metern Durchmesser in 92 m Höhe wurden auf Jacket-Fundamenten installiert. Diese wurden auf einer kleineren Grundfläche mit vier Pfählen befestigt.[18] Die Höhe des Jacketfundaments beträgt zirka 57 Meter, die Jacketmasse rund 320 Tonnen, zusammengesetzt aus Standard-Bohrfeldrohren, die Jacket-Grundfläche rund 17 × 17 m².

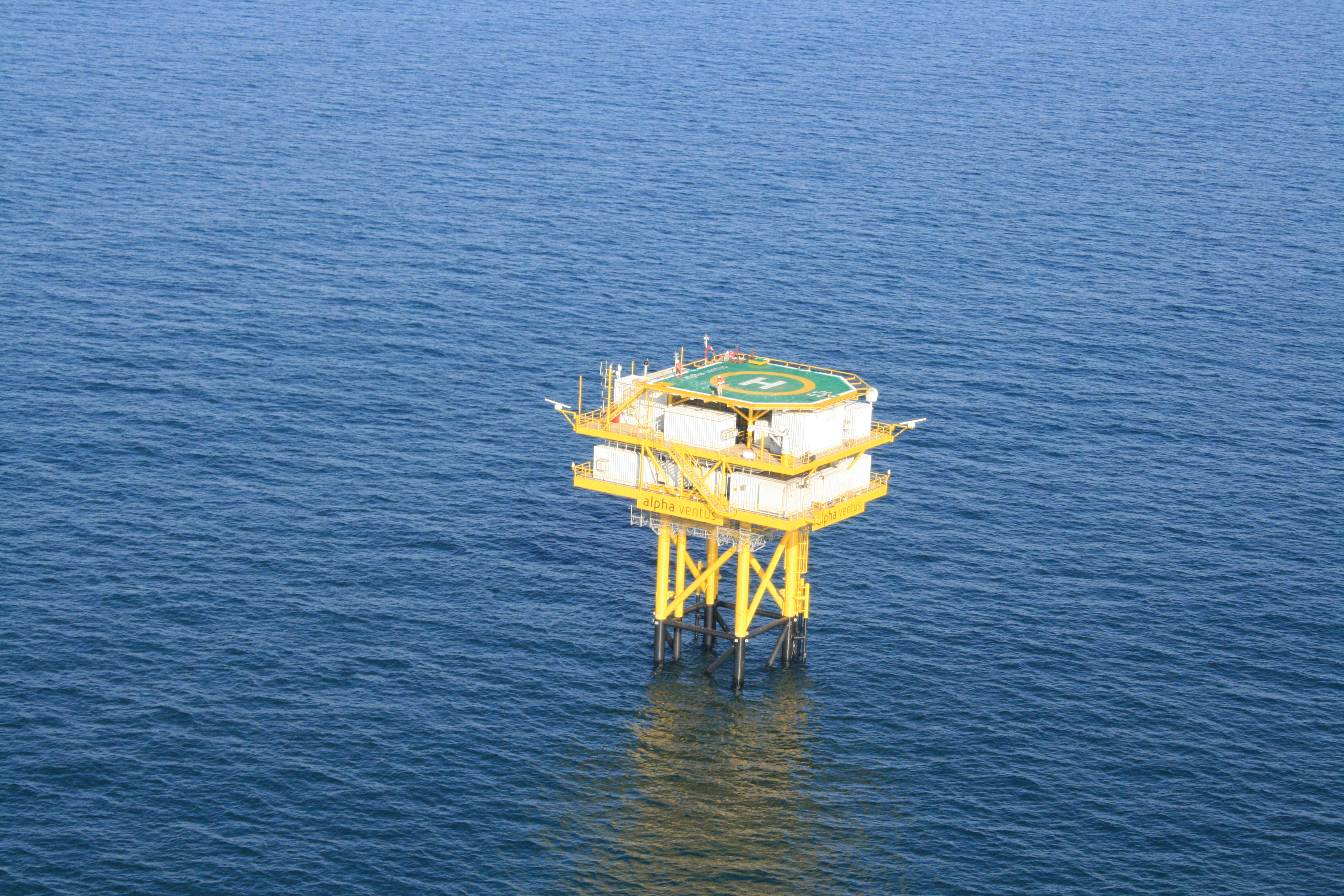
Umspannplattform „alpha ventus“

Nach anfänglichen Problemen gab der Betreiber am 30. Juni 2011 in einer Pressemitteilung bekannt, dass die zwölf installierten Windkraftanlagen an fast 98 % der Tage einsatzbereit gewesen seien.

### Umspannplattform
Die Plattform mit dem Umspannwerk wurde im September 2008 an der südöstlichen Ecke des Projektgebietes als seeseitiger Anschluss zur Drehstrom-Seekabel-Verbindung („Windnet“) zum Land errichtet.
Der Stahlbau wurde von der Bremerhavener Firma WeserWind GmbH Offshore Construction Georgsmarienhütte in Wilhelmshaven gefertigt. Die Elektroausstattung wurde von Areva übernommen.

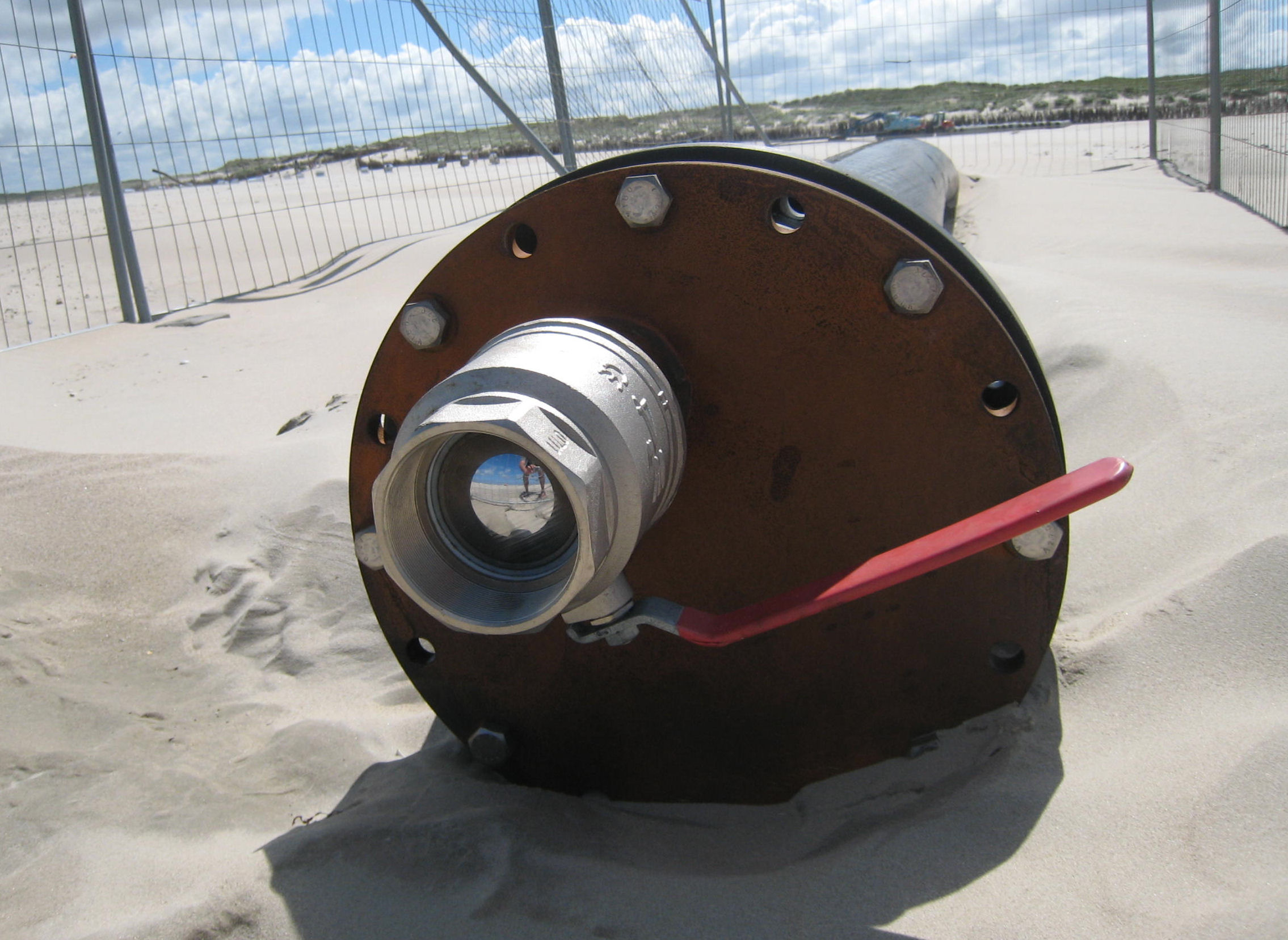
Leerrohr für Seekabel am Nordstrand von Norderney

### Seekabel

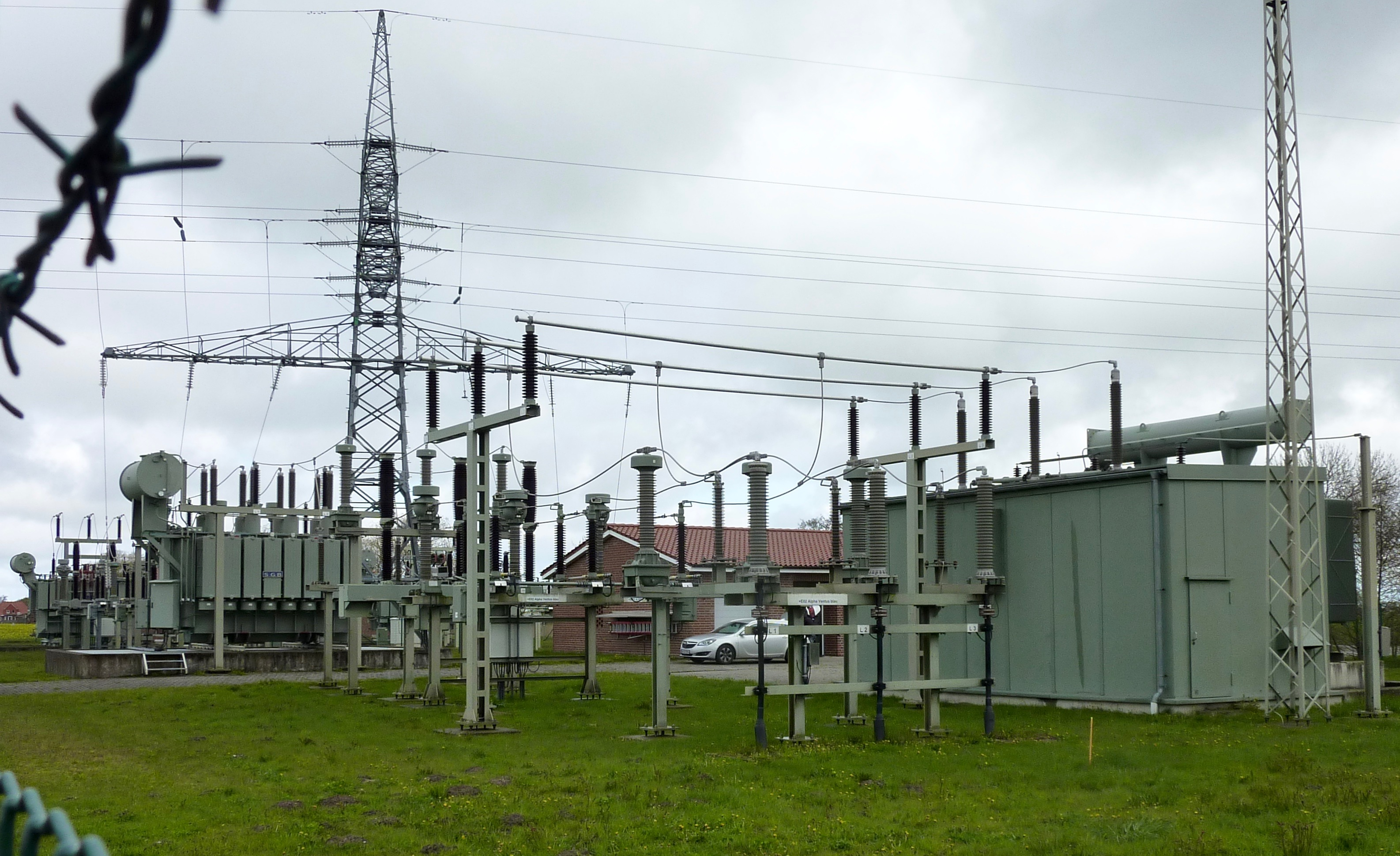
Umspannwerk Hagermarsch und Einspeisung in das öffentliche Stromnetz. Rechts der Erreger-, links der Serienteil des Phasenschiebertransformators.

Hergestellt wurden die Kabel von den Norddeutschen Seekabelwerken in der größten Verseilmaschine der Welt (Stand 2009). Die Anschlusskabel von jeweils drei Windrädern werden zusammengefasst und als 30-kV-Kabel zum Umspannwerk auf der Offshore-Plattform „alpha ventus“ geleitet. Hier wird die Spannung auf 110 kV umgespannt und durch ein Seekabel über die Insel Norderney zum Festland nach Hilgenriedersiel geleitet, von dort mit Erdkabel weiter zum Umspannwerk Hagermarsch. Das Kabel wurde in drei Teilen (vom Festland nach Norderney, durch die Insel hindurch und von dort zum Windpark) verlegt und ist insgesamt 60 km lang. Die beiden Abschnitte im Wasser wurden von Oceanteam Power & Umbilical GmbH verlegt. Das Kabel, das alpha ventus mit dem Stromnetz des Festlandes verbindet, verläuft im Bereich der Insel Norderney in einem Leerrohrsystem, in das neben dem Stromkabel für alpha ventus auch Kabel zur Netzanbindung weiterer Windparks vor der Küste (z. B. HGÜ BorWin1 für BARD Offshore 1) eingezogen wurden.

## Begleitende Forschung
Parallel zum Bau fördert das BMU eine Reihe von Forschungsprojekten, die in der RAVE-Initiative (Research at Alpha VEntus) zusammengefasst sind. Dadurch soll eine breite Basis an Erfahrungen und Erkenntnissen für den Bau und Betrieb weiterer Offshore-Windparks gewonnen werden. Das BSH koordiniert die ökologische Begleitforschung und ist verantwortlich für den Messservice im Testfeld.
Die TU Clausthal erarbeitete (im vom BMU geförderten Forschungsprojekt Netzintegration von großen Offshore-Windkraftanlagen – Grundlast aus der Nordsee) eine Machbarkeitsstudie zur besseren Netzeinbindung von Offshore-Windparks und bezog sich dabei beispielhaft auf diesen Windpark.
Im Oktober 2013 stellte das BSH die ersten Ergebnisse aus einer fünfjährigen ökologischen Begleitforschung vor: Demnach haben sich Fischarten wie Makrele, Leierfisch und Seebull angesiedelt. Die befürchtete Verödung der Fauna und ein Massensterben von Vögeln sei nicht eingetreten, tatsächlich würden die Bewegung der Rotorblätter und die Befeuerung der Anlagen Vögel verscheuchen, womit das Kollisionsrisiko erheblich sinken würde. Auch sei die Artenvielfalt im Umkreis des Windparks gestiegen.
Umweltverbände kritisierten in einer gemeinsamen Erklärung, diese Behauptung entbehre der wissenschaftlichen Grundlage und scheine politisch motiviert.

## Kritik
Gegen den Bau der Offshore-Windkraftanlage wurden verschiedene ökologische und technische Bedenken geäußert.

### Schweinswale
Kritik an Alpha ventus richtete sich unter anderem gegen die Belastung und Störung der geschützten Schweinswale beim Bau der Anlage. Für jede der zwölf Anlagen waren durchschnittlich mehr als 15.000 Rammschläge in den Meeresboden nötig. Forschern und Umweltverbänden zufolge gefährdete der dabei entstehende Schall mit teilweise über 200 Dezibel die Meeressäuger. Nach einem Tag Dauerbeschallung werde das Gehör der Wale selbst in vielen Kilometern Entfernung geschädigt. Flugzählungen hätten zudem gezeigt, dass Schweinswale während der Errichtung der Windkraftanlagen das Gebiet im Umkreis von mehr als 20 Kilometern mieden. Der NABU bemängelte, dass entgegen der Planung kein Blasenschleier (auch „Blasenvorhang“ genannt) zur Schalldämmung eingesetzt worden sei.
Die Bundesregierung entgegnete auf eine Anfrage im Bundestag, dass ein Blasenschleier zwar eingesetzt wurde, dieser sich aber als nicht ausreichend wirksam erwiesen habe. Die vom BSH gemessenen Schalldruckwerte lägen aber auch ohne Blasenschleier unter den genehmigten Grenzwerten.
Umweltverbände kritisierten anlässlich der Inkraftsetzung eines Schallschutzkonzepts der Bundesregierung zum Schutz des Nordsee-Schweinswals beim zukünftigen Bau von Offshore-Anlagen, dass bei keinem bisherigen Projekt der Schallgrenzwert von 160 Dezibel eingehalten worden sei.

### Meeres- und Wattboden
Weitere Kritik richtete sich gegen die Verlegung von See- und Wattkabeln durch marine Natura-2000-Gebiete.

### Maschinenbruch im April 2018
Am 6. April 2018 kam es zu einem Schaden an einer Windkraftanlage des Typs Adwen AD 5-116 (vormals Multibrid und Areva). Zunächst wurde berichtet, dass Kunststoffteile der Gondelverkleidung in die Nordsee gestürzt sind. Anlagen desselben Typs im Windpark wurden abgeschaltet. Die übrigen Adwen-Anlagen in der Nordsee durften bis zur Ursachenklärung nicht betreten werden. Erst Ende April 2018 stellte sich heraus, dass nicht nur die Verkleidung, sondern ein Teil des gesamten Maschinenhauses der Anlage mit der Kennung AV07 abgebrochen war.